# Диккерсон, Марианна
Марианна Диккерсон (англ. Marianne Dickerson; 14 ноября 1960, Сент-Джозеф, Иллинойс, США — 14 октября 2015) — американская легкоатлетка, серебряный призёр чемпионат мира в Хельсинки (1983).

## Спортивная карьера
Заметные результата показывала уже в средней школе и выступая за Университет штата Иллинойс.
В 1982 году она была третьей на Grandma’s Marathon. Заняв третье место на марафоне Эйвона с результатом 2:33:45 и став второй на национальном отборе в Лос-Анджелесе, получила право выступать на мировом первенстве в Хельсинки (1983). Там спортсменка установила свой личный рекорд (2:31:09) и стала серебряным призёром соревнований.
В последующем травмы не позволяли легкоатлетке добиваться хороших результатом, в том числе — выступить не летних Олимпийских играх в Лос-Анджелесе (1984).
Среди других крупных успехов — победа на Балтиморском марафоне в 1988 г. с результатом 2:41:05.
После получения степени в области инженерии она окончила Гарвардскую школу бизнеса. В 2015 г. вернулась в среднюю школу, которую окончила много лет назад, в качестве помощника тренера.